# Phoebe cathia
Phoebe cathia là loài thực vật có hoa trong họ Nguyệt quế. Loài này được (D. Don) Kosterm. miêu tả khoa học đầu tiên năm 1974.